# Bédogo-Silmissi
Ne doit pas être confondu avec Bédogo-Nabiga.
Bédogo-Silmissi est une commune rurale située dans le département de Kombissiri de la province du Bazèga dans la région Centre-Sud au Burkina Faso.

## Santé et éducation
Le centre de soins le plus proche de Bédogo-Silmissi est le centre de santé et de promotion sociale (CSPS) de Tuili.